# Kazuko Matsuo
Kazuko Matsuo (jap. 松尾 和子, Matsuo Kazuko; * 17. Mai 1935 in Kamata, Tokio; † 25. September 1992 in Tokio) war eine japanische Pop- und Jazzsängerin, die sich auch als Schauspielerin betätigte. Sie galt als „Dinah Shore Japans“.
Matsuo veröffentlichte 1959 eine erste Single, gefolgt von einer LP bei Victor (夜のハスキー 松尾和子ムード集 第2集), ferner sang sie ein Duett mit Frank Nagai (Tokyo Night Club). In den 1960er-Jahren folgten LPs (die z. T. auch in den USA entstanden) wie Husky in the Night I/II [Yoru no husky 1/II] bei Columbia (1960), Hi-Light (Victor, 1964), I Don't Want to Know (Shirita kunaino, Victor, 1967) und Sighs and the Night (Tameiko to yoru, Victor, 1970). Bei ihren Aufnahmen in den 1970er-Jahren wurde sie von Jazzmusikern wie Joe Kobayashi (Star Dust, 1978), Yoshitaka Akimitsu, Yukio Ikezawa und Shōji Yokouchi begleitet. Sie wirkte in den Filmen Tokyô no Yoru wa Naiteiru (1961, Regie Morihei Magatani), Ratai (1964, Regie Masashige Narusawa) und Otoko nara yattemiro (1960,  Kiyoshi Saeki) mit.